# Gerd Thielemann

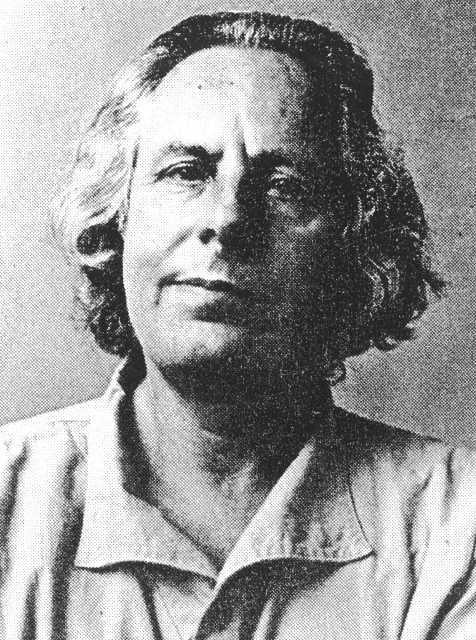
Gerd Thielemann

Gerd Thielemann (* 7. Januar 1928 in Leipzig) ist ein deutscher Maler, Graphiker und Sammler von Volkskunst. 

## Leben
Gerd Thielemann wurde als einziges Kind von Hugo Thielemann und Johanna Thielemann (geb. Lange) in Leipzig geboren. Von 1942 bis 1944 absolvierte er eine Lehre zum Schriftlithograph. Zwischen 1946 und 1951 studierte er Malerei und Grafik an der Hochschule für Grafik und Buchkunst in Leipzig bei Elisabeth Voigt, Walter Arnold und Kurt Maßloff. Von 1952 bis 1957 folgte ein Studium am Repin-Institut der Akademie der Künste der UdSSR in Leningrad bei Alexej Fjodorowitsch Pachomow (1900 – 1973). Anschließend war Thielemann Dozent und Leiter der Abendakademie in Leipzig. 1997 begleitete er eine Ethnografenexpedition auf Spuren einer einstigen Expedition Augusts des Starken nach Tunesien. In den 50er und 60er Jahren beschäftigte er sich als Grafiker mit Radierungen, Holz - und Linolschnitten sowie der Gestaltung von Büchern. Mitte der 70er Jahre begann er intensiver in der Pastellmalerei zu arbeiten. Geeignete Pastellstifte stellte er lange Zeit selbst her. Die Bilder, überwiegend Landschaften und Stadtansichten, entstehen immer in der Natur und nicht im Atelier.

### Sammlungen
Gerd Thielemann sammelt Volkskunst aus Russland, der Ukraine und dem Kaukasus, aus Usbekistan, Tadschikistan und Turkmenistan. So gehören Keramikspielzeuge, Matrjoschkas, Pfeifentiere, Plastiken genauso wie Festgeschirr, feine Stickereien, Teppiche und Metallgefäße zu seiner Sammlung. 2003 widmete ihm das Museum für Völkerkunde zu Leipzig eine Sonderausstellung „Berührungen“ und erwarb eine große Anzahl Einzelstücke.
Vom 9. März bis 7. Mai 2008 fand seine vorerst letzte Ausstellung in Leipzig-Markkleeberg statt.
Gerd Thielemann ist mit Inge Thielemann verheiratet.

Volkskunst
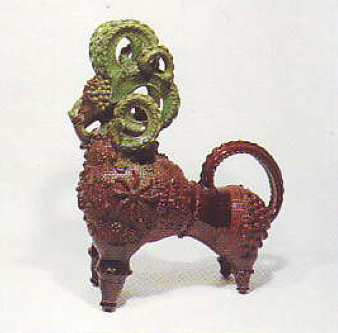
Tonfigur
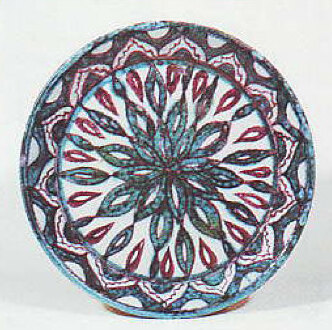
Tonteller
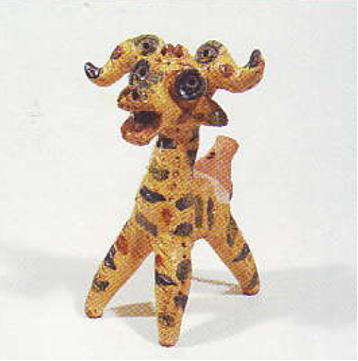
Pfeiffentier

Werke
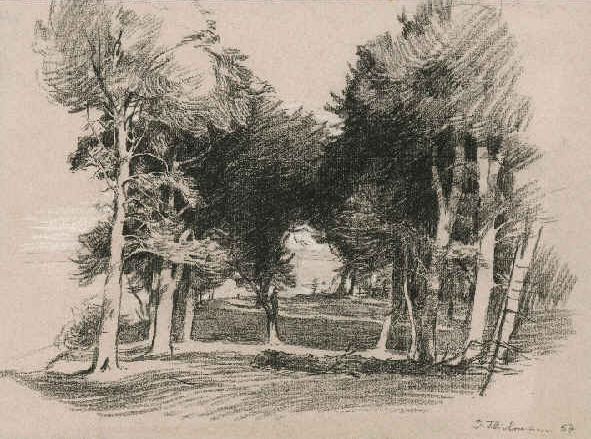
Kohlezeichnung bei Saßnitz (1957)
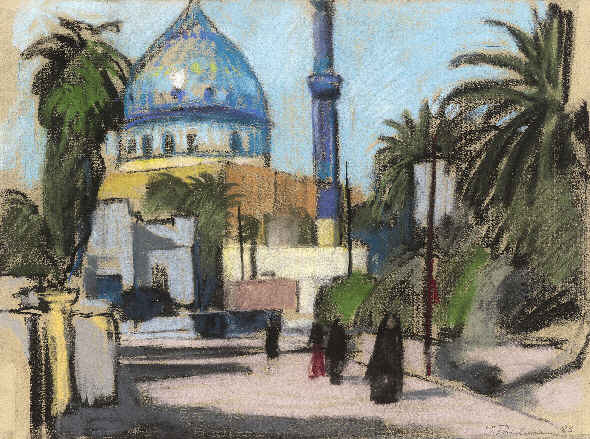
Irak, Moschee in Bagdad (1983)
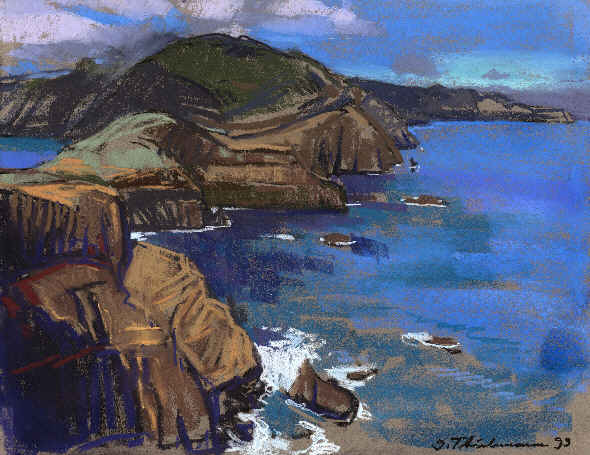
Madeira, Küste bei Canical (1999)
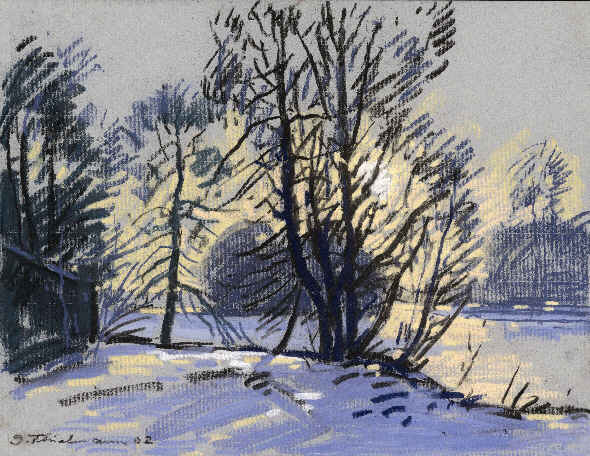
See im Winter (2002)

## Preise und Auszeichnungen
- Verdienstmedaille der DDR
- Kunstpreis der FDJ
- Staatspreis für künstlerisches Volksschaffen

## Ausstellungen

### Personalausstellungen (Auswahl)
| - 1965 Leipzig, Galerie Kunst der Zeit - 1980/81 Annaberg-Buchholz, Galerie am Markt - 1983 Grimma, Kunsthaus - 1984 Nerchau - 1985 Dranske und Weimar - 1986 Crottendorf und Rochlitz, Schlossmuseum - 1987 Leipzig, Galerie im Hörsaalbau der Universität - 1989 Leipzig, Akademie der Wissenschaften; Templin - 1990 Bonn/Königswinter - 1991 Potsdam; Nürnberg/Feucht - 1992 Hamburg - 1992/93 Annaberg | - 1993 Leipzig, Bayrische Vereinsbank; Möbelhaus, Flörsbach; Funchal-Madeira - 1994 Göhren - 1995 Leipzig, Augsburger Lehmbaugesellschaft; Museum für Völkerkunde - 1996 Hamburg; Berlin; Naunhof - 1997 Leipzig, Krankenhaus St. Elisabeth, Art Kapella Schkeuditz - 1998 Leipzig, St.Georg-Krankenhaus - 1999 Leipzig, IHK, Rathaus Wiederitzsch, Dresden, Museum für Völkerkunde - 2000 Leipzig, Krankenhaus St. Elisabeth, Klub "GSHELKA" - 2001 Leipzig, Berlin - 2003 Leipzig, Kunstkaufhaus, Museum für Völkerkunde - 2004 Leipzig-Wiederitzsch, Rathaussaal - 2008 Markkleeberg-Ost, Kunst im Gutshaus - 2011 Leipzig Dauerwechselausstellung bei Schellko-Bau - 2011/12 Leipzig Portugiesische Gesellschaft "Portugiesische Momente" |

### Gruppenausstellungen
- 1958–1989 Teilnahme an Ausstellungen des VBK/DDR und an Auslandsausstellungen in Bagdad, Kairo, Kiew, Leningrad, Moskau, Tallinn, Tbilissi, u. a. 1962/1963 an der Fünften Deutsche Kunstausstellung in Dresden.
- 1990 Königswinter
- 1992 Berlin
- 2001 Schloss Wolkenstein